# William de Soules
William III de Soules (... – Dumbarton, 20 aprile 1321) è stato un nobile scozzese.

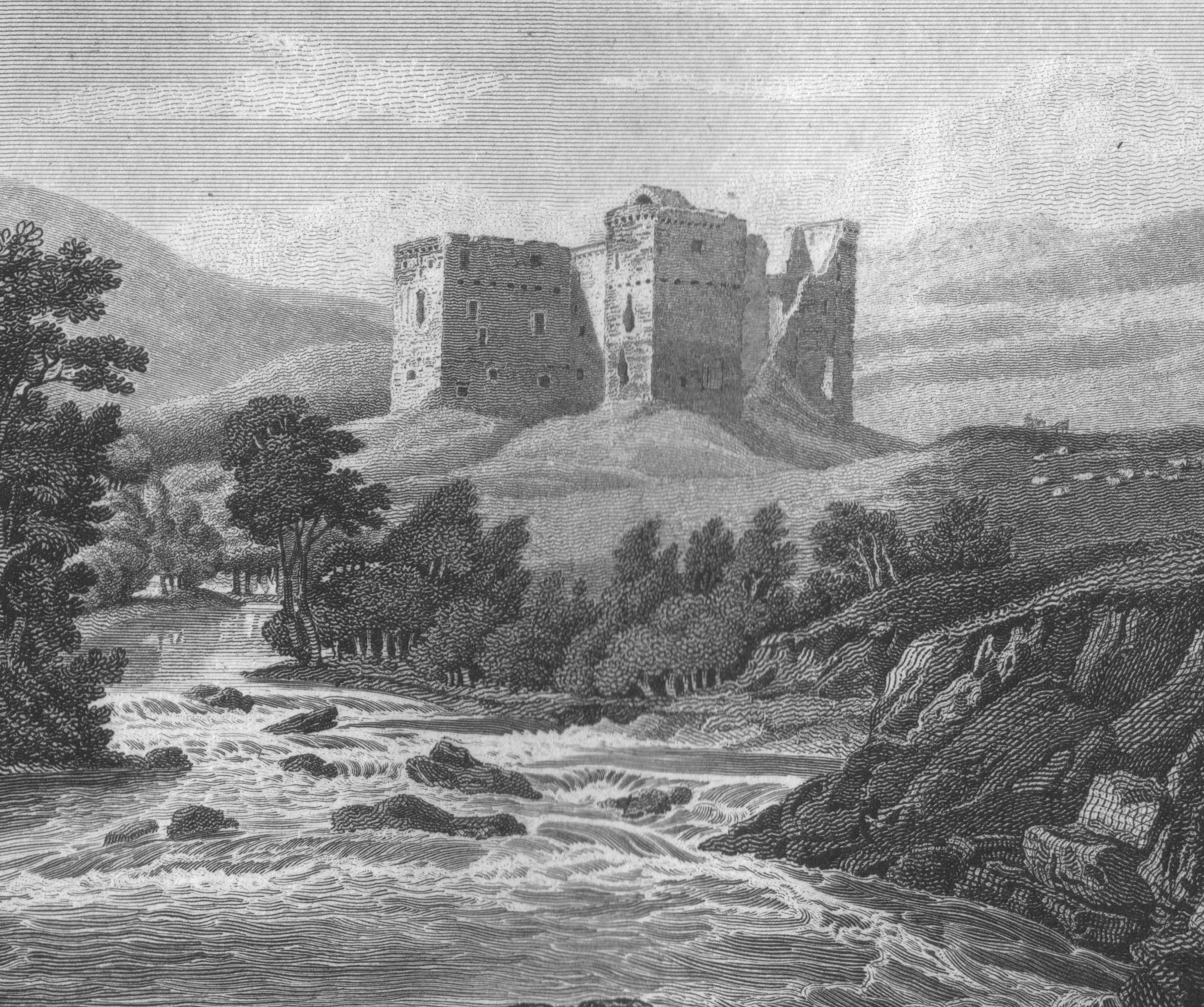
Il castello di Hermitage, centro della signoria di Liddesdale.

Signore di Liddesdale e maggiordomo di Scozia, fu una delle figure prominenti della prima parte del regno di Roberto I di Scozia fino alla propria repentina caduta in disgrazia.

## Biografia

### Origini
Era il figlio maggiore di Nicholas de Soules, signore di Liddesdale. Le sue esatte generalità, appartenendo la famiglia alla nobiltà minore, sono ignote.
Tramite il padre, partecipante alla contesa dinastica nota come Grande causa, discendeva da re Alessandro II di Scozia, mentre tramite la madre da re Donald III di Scozia. Poteva quindi vantare una notevole genealogia, che gli consentiva di accampare qualche diritto sul trono scozzese.

### Tra Inghilterra e Scozia
A partire dal 1304 fece parte della corte di Edoardo I d'Inghilterra. Rimase al servizio dei re inglesi nel decennio successivo, e per i suoi servigi ricevette il cavalierato e delle terre nel 1312 (sebbene al tempo queste fossero nelle mani degli scozzesi).
Dopo la vittoria di Robert Bruce alla battaglia di Bannockburn nel 1314 passò dalla parte scozzese. Nel 1318 divenne maggiordomo di Scozia, e nel 1320 fu uno dei firmatari della Dichiarazione di Arbroath.

### Complotto e caduta
Nello stesso anno fu coinvolto in una cospirazione contro re Roberto I insieme a molti altri nobili del regno. La finalità della congiura non è chiara; le principali possibilità erano comunque due: reclamare per sé il trono scozzese, oppure installarvi il pretendente filoinglese Edoardo Balliol.
Soules aveva già reclutato numerosi seguaci quando il complotto fu scoperto nell'estate 1320. Fu arrestato a Berwick-upon-Tweed e portato davanti a una sessione straordinaria del parlamento, appositamente convocato a Scone il 4 agosto per processarlo. Lì confessò il suo ruolo nel complotto, venendo dichiarato colpevole di tradimento: venne privato di tutti i titoli e le terre, e condannato al carcere a vita nel castello di Dumbarton. Paradossalmente William de Soules, nonostante fosse l'ideatore della congiura, ebbe la pena meno dura: i suoi complici, tra cui altri prominenti nobili come David di Brechin, furono tutti giustiziati tramite squartamento, impiccagione e decapitazione.
Morì durante la prigionia meno di un anno dopo, il 20 aprile 1321, forse ucciso. Il titolo di signore di Liddesdale, una volta toltogli, fu conferito a Robert Bruce, figlio illegittimo del re. Con William III la sua famiglia perse del tutto il proprio potere.

## Nel folclore
Il folclore scozzese vuole che un membro della famiglia Soules praticasse la magia nera, e che fosse un seguace del famigerato mago medievale Michele Scoto. Walter Scott, basandosi proprio su questo mito, creò il personaggio del malvagio Lord Soules e gli conferì un famiglio chiamato Robin Redcap.
Secondo la leggenda gli abitanti di Liddesdale, stanchi della sua tirannia, si ribellarono al loro signore, lo catturarono e lo uccisero bollendolo vivo. Nonostante la tradizione identifichi il protagonista della leggenda nera proprio come William de Soules, l'ispiratore più probabile sarebbe stato un suo antenato, sir Ranulf (o Randolph) de Soules di Liddel (1150 - assassinato nel 1207 o 1208), noto per la sua crudeltà.
Ci sono anche altre leggende legate alla figura di Soules. Si riporta, tra le altre, che abbia sconfitto un gigante della Northumbria, il Cout o' Keilder. Il gigante indossava un'armatura incantata che era impermeabile a qualsiasi arma, ma Soules, grazie ai suoi poteri magici, lo ingannò e lo fece cadere in un torrente, dove annegò; per questo il torrente è oggi conosciuto come Drowning Pool ("pozza dell'annegamento"). Vicino al castello di Hermitage, antica dimora di William de Soules, si erge un grande tumulo, che si dice sia la tomba del gigante annegato.

## Ascendenza
|                       |               |                              | Genitori                |  |  | Nonni |  |  | Bisnonni             |  |  | Trisnonni       |  |
|                       |               |                              |                         |  |  |       |  |  | Nicholas I de Soules |  |  | Fulco de Soules |  |
|                       |               |                              |                         |  |  |       |  |  | Nicholas I de Soules |  |  | Fulco de Soules |  |
|                       |               | …                            |                         |  |  |       |  |  | Nicholas I de Soules |  |  |                 |  |
| William II de Soules  |               |                              |                         |  |  |       |  |  | Nicholas I de Soules |  |  |                 |  |
|                       |               | …                            | …                       |  |  |       |  |  |                      |  |  |                 |  |
|                       |               | …                            | …                       |  |  |       |  |  |                      |  |  |                 |  |
|                       |               | …                            | …                       |  |  |       |  |  |                      |  |  |                 |  |
| Nicholas II de Soules |               | …                            |                         |  |  |       |  |  |                      |  |  |                 |  |
|                       |               | Alan Durward                 | Thomas de Lundie        |  |  |       |  |  |                      |  |  |                 |  |
|                       |               | Alan Durward                 | Thomas de Lundie        |  |  |       |  |  |                      |  |  |                 |  |
|                       |               | Alan Durward                 | …                       |  |  |       |  |  |                      |  |  |                 |  |
| Ermengarde Durward    |               | Alan Durward                 |                         |  |  |       |  |  |                      |  |  |                 |  |
|                       |               | Marjorie di Scozia           | Alessandro II di Scozia |  |  |       |  |  |                      |  |  |                 |  |
|                       |               | Marjorie di Scozia           | Alessandro II di Scozia |  |  |       |  |  |                      |  |  |                 |  |
|                       |               | Marjorie di Scozia           | amante                  |  |  |       |  |  |                      |  |  |                 |  |
| William III de Soules |               | Marjorie di Scozia           |                         |  |  |       |  |  |                      |  |  |                 |  |
|                       | William Comyn | Richard Comyn                |                         |  |  |       |  |  |                      |  |  |                 |  |
|                       | William Comyn | Richard Comyn                |                         |  |  |       |  |  |                      |  |  |                 |  |
|                       | William Comyn | Hextilda di Tyndale          |                         |  |  |       |  |  |                      |  |  |                 |  |
| Alexander Comyn       | William Comyn |                              |                         |  |  |       |  |  |                      |  |  |                 |  |
|                       |               | Margaret, contessa di Buchan | Fergus, conte di Buchan |  |  |       |  |  |                      |  |  |                 |  |
|                       |               | Margaret, contessa di Buchan | Fergus, conte di Buchan |  |  |       |  |  |                      |  |  |                 |  |
|                       |               | Margaret, contessa di Buchan | …                       |  |  |       |  |  |                      |  |  |                 |  |
| Margaret Comyn        |               | Margaret, contessa di Buchan |                         |  |  |       |  |  |                      |  |  |                 |  |
|                       |               | Roger de Quincy              | Saher IV de Quincy      |  |  |       |  |  |                      |  |  |                 |  |
|                       |               | Roger de Quincy              | Saher IV de Quincy      |  |  |       |  |  |                      |  |  |                 |  |
|                       |               | Roger de Quincy              | Margherita di Leicester |  |  |       |  |  |                      |  |  |                 |  |
| Elizabeth de Quincy   |               | Roger de Quincy              |                         |  |  |       |  |  |                      |  |  |                 |  |
|                       |               | Ellen di Galloway            | Alan di Galloway        |  |  |       |  |  |                      |  |  |                 |  |
|                       |               | Ellen di Galloway            | Alan di Galloway        |  |  |       |  |  |                      |  |  |                 |  |
|                       |               | Ellen di Galloway            | ? de Lacy               |  |  |       |  |  |                      |  |  |                 |  |
|                       |               | Ellen di Galloway            |                         |  |  |       |  |  |                      |  |  |                 |  |